# Европейски път Е673
Европейски път E673 е част от европейската пътна мрежа. Той свързва градовете Лугож и Дева в Румъния. Дължината на маршрута е 103 км.
В село Косевица, включено село в община Маржина, европейският път е с надморска височина 321 м.